# Вёртинка
Вёртинка — река в России, протекает по Калужской области. Левый приток реки Жиздра.

## География
Река Вёртинка берёт начало севернее села Вёртное. Течёт на юг параллельно путям железнодорожной ветки «Брянск — Сухиничи». На реке расположено село Вёртное и ж/д станция Думиничи. Устье реки находится в 153 км по левому берегу реки Жиздра. Длина реки составляет 18 км, площадь водосборного бассейна — 67,4 км².
Левые притоки: Суховертинка (Выдра) и Вязец, правый приток — Хмелев ручей. Есть ещё несколько безымянных притоков.

## Данные водного реестра
По данным государственного водного реестра России относится к Окскому бассейновому округу, водохозяйственный участок реки — Ока от города Белёв до города Калуга, без рек Упа и Угра, речной подбассейн реки — бассейны притоков Оки до впадения Мокши. Речной бассейн реки — Ока.
Код объекта в государственном водном реестре — 09010100512110000019777.